# La Bassée
La Bassée – miejscowość i gmina we Francji, w regionie Hauts-de-France, w departamencie Nord.
Według danych na rok 1990 gminę zamieszkiwało 6017 osób, a gęstość zaludnienia wynosiła 1700 osób/km² (wśród 1549 gmin regionu Nord-Pas-de-Calais La Bassée plasuje się na 144. miejscu pod względem liczby ludności, natomiast pod względem powierzchni na miejscu 800.).